# Lerés
Lerés ist ein spanischer Ort in den Pyrenäen in der Provinz Huesca der Autonomen Gemeinschaft Aragonien. Lerés gehört zur Gemeinde Jaca. Das Dorf hatte 16 Einwohner im Jahr 2015.

## Sehenswürdigkeiten

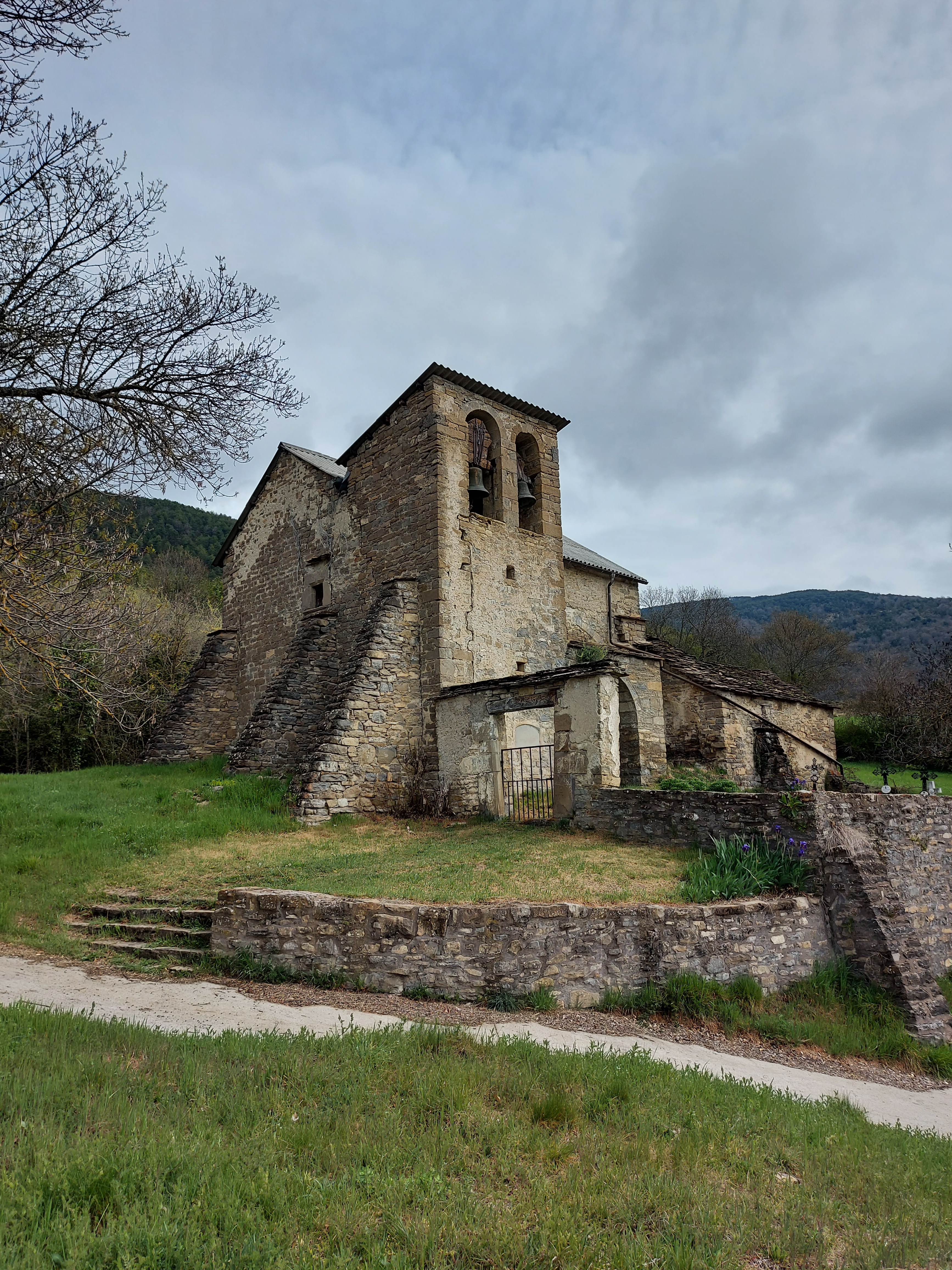
Pfarrkirche Santa María und San Miguel

- Romanische Pfarrkirche Santa María und San Miguel aus dem 11. Jahrhundert